# 大江磐代
大江磐代（おおえ いわしろ，1744年—1813年1月11日），江戶時代女性。闲院宮典仁亲王的女房，光格天皇生母。

## 生平
延享元年（1744年）在伯耆国倉吉（鸟取县倉吉市）出生，父亲岩室宗賢是鳥取藩家老荒尾氏的家臣，母亲是铁問屋之女。
9岁时父亲宗賢作为浪人町医者上京。她作为櫛笥家的養女，改名「大江留子」，並成為典仁親王王妃成子内親王的侍女。
後來，大江留子得到典仁親王的寵幸，成為親王的女房並改名「大江磐代」，之後陸續生下師仁王、盈仁法親王、健宮等三個王子。其中師仁王在後來登基為天皇，然而做為天皇生母的大江磐代，並沒有得到女院或其他身分地位的提升。
文化九年十二月初九日（1813年1月11日）69岁的大江磐代去世，葬在盧山寺。1878年赠从四位、1902年贈从一位。